# Exl-Bühne

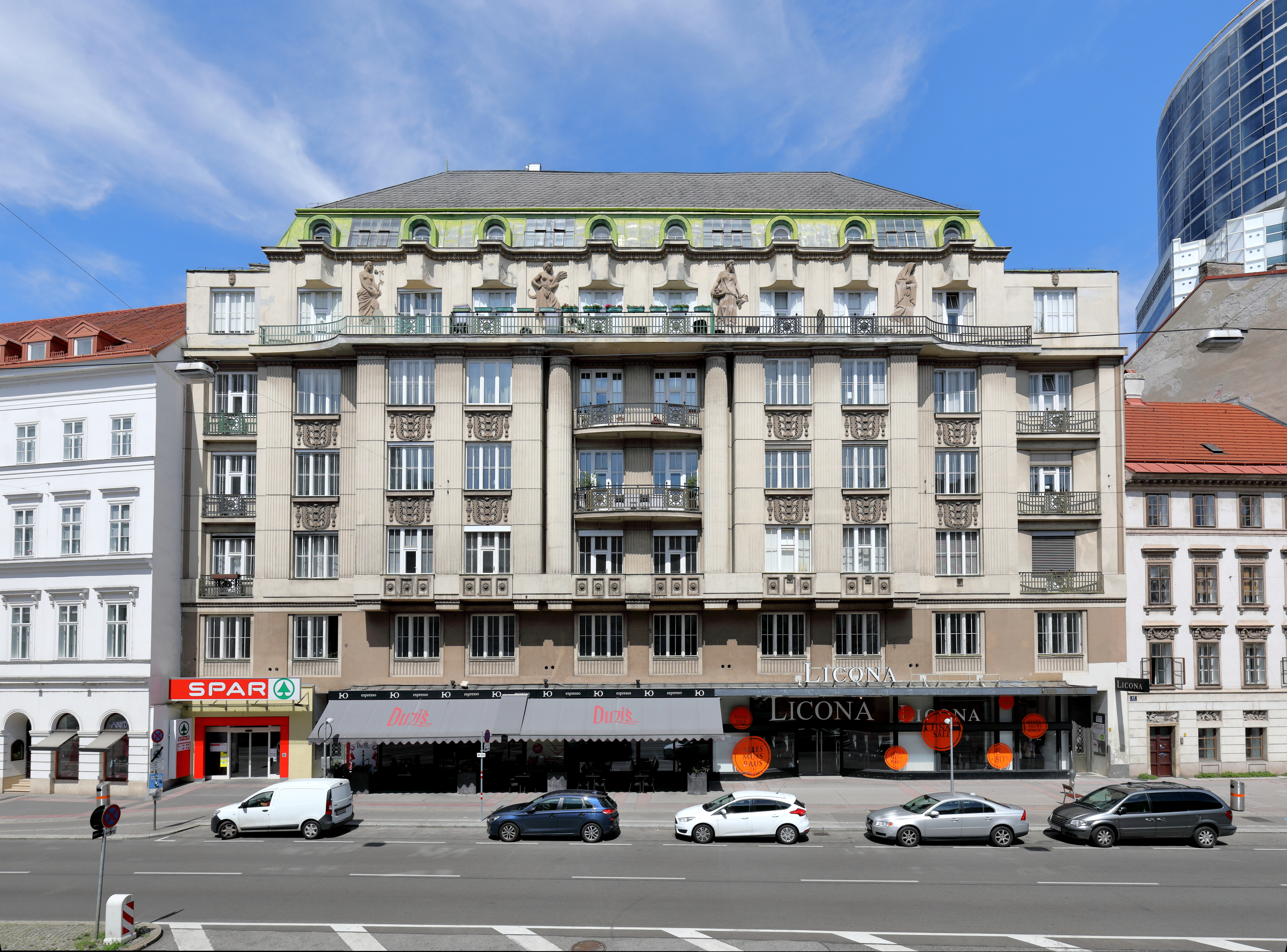
Wiener Standort der Exl-Bühne: Praterstraße 25

Die Exl-Bühne war eine Tiroler Theatergruppe, die mit der Aufführung von Volks- und Bauernstücken sowohl in Österreich als auch im Ausland Bekanntheit erlangte. Gegründet wurde sie im Jahr 1902 von Ferdinand Exl als „Erste Tiroler Bauernspiel-Gesellschaft“ im heutigen Innsbrucker Stadtteil Wilten. Später übersiedelte die Bühne an einen anderen Standort in Innsbruck. In Wien spielte die Exl-Bühne in der Praterstraße 25, dem späteren Wiener Künstlertheater.
Die Exl-Bühne war vor dem Anschluss auch Schauplatz politischer und propagandistischer Kundgebungen und beteiligte sich 1938 anlässlich von Hitlers Volksabstimmung an einem Werbeaufruf „Künstler bekennen sich zur Heimkehr ins Reich“. Mehrere Ensemble-Mitglieder standen 1944 in der Gottbegnadeten-Liste des Reichsministeriums für Volksaufklärung und Propaganda, darunter Ernst Auer, Ludwig Auer, Leonhard Auer, Mimi Gstöttner-Auer, Leopold Esterle, Anna Exl, Ilse Exl, Eduard Köck.
Das Ensemble bestand vorwiegend aus Familienmitgliedern Ferdinand Exls und der Familie Auer (Ludwig, Leonhard und Mimi Gstöttner-Auer), aber auch aus anderen Tiroler Schauspielern wie Eduard Köck. Den vermutlich ersten Filmauftritt absolvierten Mitglieder der Exl-Bühne 1912/13 in der Monumentalproduktion Speckbacher des französischen Regisseurs Pierre Paul Gilmans, die vom Befreiungskampf der Tiroler gegen Napoleon handelte. Weitere Auftritte fanden Ensemblemitglieder 1944 in der Wien-Film-Produktion Ulli und Marei, einer der wenigen im Bauernmilieu spielenden Filme. Die letzte Direktorin der Bühne, Ilse Exl, übernahm auch die weibliche Hauptrolle der „Marei“. 1947 folgten Auftritte im von der Tirol-Film Innsbruck produzierten Tragikomödie „Erde“ nach Karl Schönherr unter der Regie von Leopold Hainisch.
Die Gruppe wurde bis 1941 von Ferdinand Exl selbst geleitet, danach von seiner Frau Anna Exl und zuletzt von ihrer gemeinsamen Tochter Ilse. 1956 wurde die Bühne geschlossen.